# Prince of Wales-sziget (Kanada)
A Prince of Wales-sziget (Prince of Wales Island) a Kanadai szigettenger egyik tagja a Parry-szigetek szomszédságában. A Brit Királyi Haditengerészetben szolgáló Francis Leopold McClintock, ír származású brit utazó fedezte fel 1851-ben, amikor Sir John Franklin eltűnt expedíciója után kutatott.
Hossza észak-déli irányban 310 km, kelet–nyugati szélessége 65–210 km, területe 33 339 km². Partvonala erősen szaggatott, mély öblökkel tagolt. Felszínét a kainozoikumi eljegesedés során a jégár többé-kevésbé simára koptatta. A sík felszínt kis folyók és tavak teszik változatosabbá. A sziget gyakorlatilag jégmentes; gyér növényzetű tundra borítja. Lakatlan.
Nyugaton a M’Clintock-csatorna a Victoria-szigettől, keleten a Peel Sound és a Franklin-szoros a Somerset-szigettől, északon a Viscount Melville Sound a Bathurst-szigettől választja el.
Adminisztrációs okok miatt a sziget északi, kisebb része a Qikiqtaaluk, míg a nagyobbik, déli a Kitikmeot régióhoz tartozik.